# Oslavje
Oslavje (italijansko Oslavia, furlansko Oslavie) je kraj s kostnico padlim italijanskim vojakom v bojih na Soški fronti.
Kraj leži v občini Gorica (frazione Pevma - Štmaver - Oslavje) ob lokalni cesti proti Števerjanu, odnosno proti Humu v Goriških brdih. Nad naseljem se na 153 mnm visokem griču, ki se spušča z jugozahodnega pobočja Sabotina proti Soči, dviga vojaška kostnica. Kostnica je delo rimskega arhitekta Ghina Venturija, dokončana in posvečena je bila leta 1938. V kostnici, zgrajeni iz istrskega in nabrežinskega kamna,  ki ima obliko mogočne trdnjave s stolpom je pokopanih 57.200 italijanskih vojakov 2. armade (od tega 20.760 znanih in 36.440 neznanih), ter 539 avstro-ogrskih vojakov (138 znanih in 401 neznanih), katere posmrtne ostanke so prenesli v kosrnico z italijanskih pokopališč med Banjško planoto, reko Vipavo in Gorico.